# Курбацкий, Иван Васильевич
Иван Васильевич Курбацкий (21 июня 1925 — 11 февраля 2019) — передовик советского сельского хозяйства, бригадир Бахмачского свеклосовхоза Черниговской области, Герой Социалистического Труда (1966).

## Биография
Родился в 1925 году в селе Засулье, ныне Полтавской области, в украинской крестьянской семье. В 1933 году потерял отца, в 1937 году вся семья переехала в город Бахмач. 
В 1940 году завершил обучение в седьмом классе школы в селе Халимоново. С 1942 по 1943 годы проживал на оккупированной территории в селе Конятин Коропского района Черниговской области.  
В сентябре 1943 года, после освобождения, был призван в Красную Армию. Воевал в 432 гаубичном артиллерийском полку Резерва главного командования 1-го Белорусского фронта. Был топографом батареи. За мужество проявленное в боях был награждён медалью "За боевые заслуги", за мужество при форсировании реки Одер был представлен к ордену Красной Звезды.   
После демобилизации вернулся работать в Черниговскую область. Его приняли в Бахмачский свеклосовхоз. В 1960 году заочно завершил обучение в Роменском сельскохозяйственном техникуме. В 1962 году был назначен управляющим Калиновским отделением совхоза. Постоянно добивался высоких показателей по сбору урожая пшеницы и свёклы. 
Указом Президиума Верховного Совета СССР от 30 апреля 1966 года за достижение высоких показателей в производстве продукции сельского хозяйства Ивану Васильевичу Курбацкому было присвоено звание Героя Социалистического Труда с вручением ордена Ленина и медали «Серп и Молот».
Дальше продолжал работать управляющим отделением до 1985 года, когда вышел на заслуженный отдых. 
Неоднократно избирался депутатом областного и районного[уточнить] Советов[когда?].  
Проживал в городе Бахмач. Умер 11 февраля 2019 года.

## Награды
За трудовые и боевые успехи был удостоен:
- золотая звезда «Серп и Молот» (30.04.1966)
- орден Ленина (30.04.1966)
- Орден Красной Звезды (25.04.1945)
- Орден Отечественной войны 2 степени (11.03.1985)
- Орден "За мужество" III степени (1946)
- Медаль "За боевые заслуги" (28.10.1944)
- Медаль «За освобождение Варшавы»
- Медаль «За взятие Берлина»
- другие медали.